# Spectral
Spectral is een Amerikaanse sciencefiction-oorlogsfilm uit 2016 onder regie van Nic Mathieu.

## Verhaal
Dr. Clyne gaat naar Moldavië, waar een oorlog gaande is waarmee het Amerikaanse leger te maken heeft met een raadselachtige vijand, die alleen waar te nemen is met speciale licht-apparatuur. Clyne krijgt toestemming om het slecht gemaakte beeldmateriaal dat gemaakt is van de vijand te bekijken. Clyne wil met zijn eigen licht-apparatuur en camera mee naar het front om betere opnames te maken. De klus is gevaarlijker dan hij dacht, waarmee zijn rol niet alleen als adviseur is maar ook moet mee vechten met de elite-eenheid tegen de onbekende vijand.

## Rolverdeling
| Acteur           | Personage              | Opmerkingen                      |
| ---------------- | ---------------------- | -------------------------------- |
| James Badge Dale | Dr. Mark Clyne         | DARPA wetenschapper              |
| Emily Mortimer   | Fran Madison           | CIA officier                     |
| Max Martini      | Majoor Sessions        | Leider van de Delta Force        |
| Bruce Greenwood  | Generaal Orland        | Leider van de United States Army |
| Cory Hardrict    | Sergeant Alessio       |                                  |
| Gonzalo Menendez | Kapitein Marco Cabrera |                                  |
| Clayne Crawford  | Sergeant Toll          |                                  |
| Ursula Parker    | Sari                   |                                  |
| Dylan Smith      | Talbot                 |                                  |
| Aaron Serban     | Bogdan                 |                                  |
| Stephen Root     | Dr. Mindala            |                                  |

## Achtergrond
In 2014 werd regisseur Nic Mathieu, die hiermee zijn regiedebuut maakt aangekondigd door de filmmaatschappijen Legendary Pictures en Universal Pictures. Opnames begonnen op 28 augustus 2014 in Boedapest. Aanvankelijk zou Universal Pictures de film gaan distribueren in augustus 2016. In juni 2016 werd de film uit het schema getrokken. Netflix nam later distributierechten van de film op zich en werd door de streaming-netwerkdienst wereldwijd vrijgegeven op 9 december 2016.